# Václav Mrázek (1922–1984)
Václav Mrázek (1922 – 1984) byl český fotbalista, útočník.

## Fotbalová kariéra
Odchovanec SK Motyčín, kterému pomohl v roce 1941 do 1. třídy Středočeské župy fotbalové. Dále hrál za SK Kralupy. V československé lize hrál za SK Kladno. Dal 27 ligových gólů. Dále působil jako hrající trenér ve Švermově a končil v roce 1955 v SK Rakovník.

## Ligová bilance
| Ročník                                     | Zápasy | Góly | Klub        |
| ------------------------------------------ | ------ | ---- | ----------- |
| Státní liga 1945/46                        | -      | 3    | SK Kladno   |
| Státní liga 1946/47                        | -      | 10   | SK Kladno   |
| Státní liga 1948                           | -      | 7    | SK Kladno   |
| Celostátní československé mistrovství 1949 | -      | 7    | SONP Kladno |
| CELKEM                                     | -      | 27   |             |